# Ambre des Charentes
L'ambre des Charentes est l'ambre de gisements crétacés dans des localités du sud-ouest de la France, au nord de la région Nouvelle-Aquitaine. De tous les gisements français d'ambre, ceux des Charentes comptent parmi les dépôts qui renferment le plus d'inclusions biologiques ; ils intéressent donc particulièrement les paléontologues.
En 2010 sur les cinquante-cinq localités contenant de l'ambre crétacé en France, on en dénombre dix en Charente et Charente-Maritime.

## Localités
Les premières descriptions, qui datent du début du XXe siècle, portent sur l'ambre de la Pointe de la Fumée dans la commune de Fouras. Les dix zones d'affleurement d'ambre des Charentes connues aujourd'hui sont situées dans la région côtière du sud-ouest de la France ainsi que dans des affleurements temporaires (carrières et travaux routiers). La plus grande partie des quelque 100 kg d'ambre obtenus au cours d'une exploration scientifique systématique provient d'un affleurement à Archingeay.

## Âges
Presque tous les sédiments dans lesquels l’ambre a été trouvé datent du Cénomanien (94-100 millions d'années) ; et, dans une moindre proportion d'un âge plus ancien (Albien). Cette partie du Crétacé étant marquée par une élévation du niveau de la mer et des températures, les Charentes sont alors parsemées de lagons, avec un climat tempéré chaud, conditions propices à l'épanouissement de la faune et de la flore.

## Inclusions biologiques

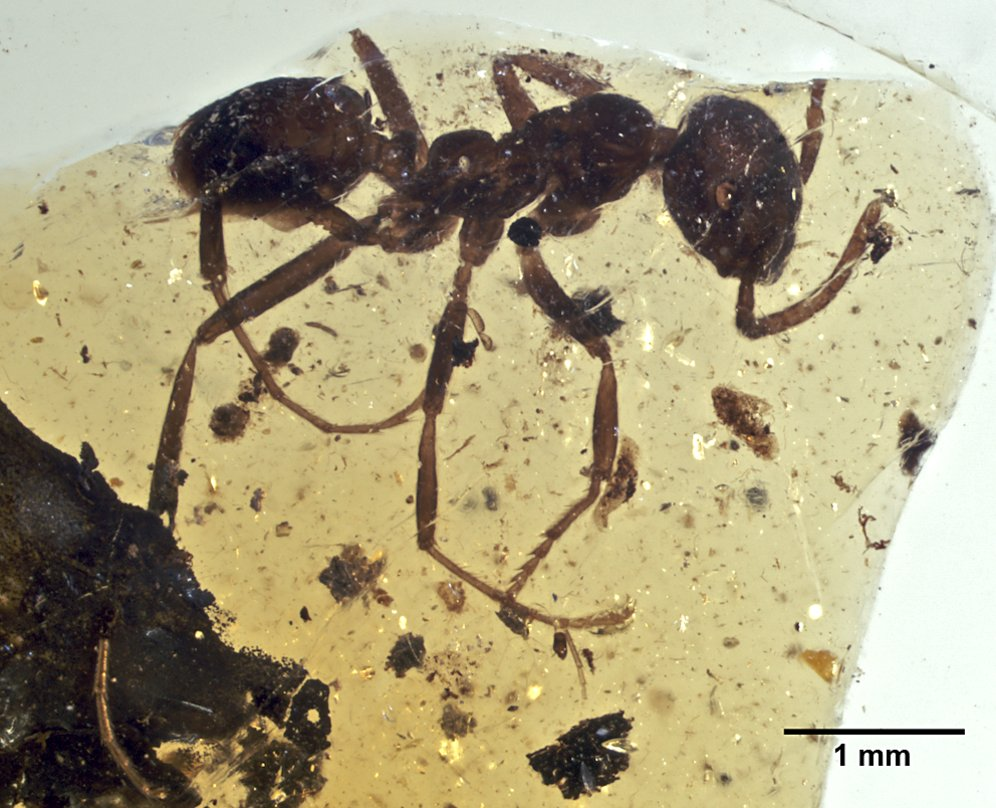
Vue du spécimen holotype MNHN A30165 Gerontoformica occidentalis, dans l'ambre charentais datant d'environ 100 Ma.

C'est dans les dernières décennies seulement que les inclusions d'animaux et de végétaux piégés dans la résine ont pu être analysées. En effet, 80% de l'ambre récolté est opaque, ce qui rend impossible l'examen des inclusions à l'aide de méthodes traditionnelles. La microradiographie et la microtomographie par rayons X ont permis de découvrir notamment des fourmis primitives, des araignées (Mecysmaucheniidae) (Araneae), une guêpe diapriidee (Hymenoptera), un grillon-taupe ; des pseudoscorpions (Arachnida), mais aussi des vers, des mouches, des crustacés et des plumes de dinosaures.
Selon Mathieu Grousson, l'extinction de masse du Crétacé-Paléogène qui a entraîné celle des dinosaures, il y a 65 millions d'années, n'aurait eu que peu d'effets sur les insectes ; nombre des insectes fossilisés dans l'ambre des Charentes, datant de 100 millions d'années, ressemblent aux insectes actuels.
L'ambre contient aussi des inclusions avec ce qui ressemblent à des protistes, similaires de par leurs formes à certains ciliés, flagellés et amibes.

## Origine botanique
Les spectres IR indiquent que les résines ambrées sont dues à des représentants des Araucariaceae et des Cheirolepidiaceae. À Fouras trois taxons de conifères ont été identifiés (Agathoxylon, Podocarpoxylon, Brachyoxylon) et un Ginkgoxylon.

## Propriétés de l'ambre
Le spectre de couleur de l'ambre charentais va du jaune transparent à l'orange et du rouge au brun opaque. L'ambre dur et généralement très cassant éclate facilement et n'est donc pas adapté au traitement des bijoux. La résine fossile ne contient pas d'acide succinique et est donc classée parmi les rétinites (en).

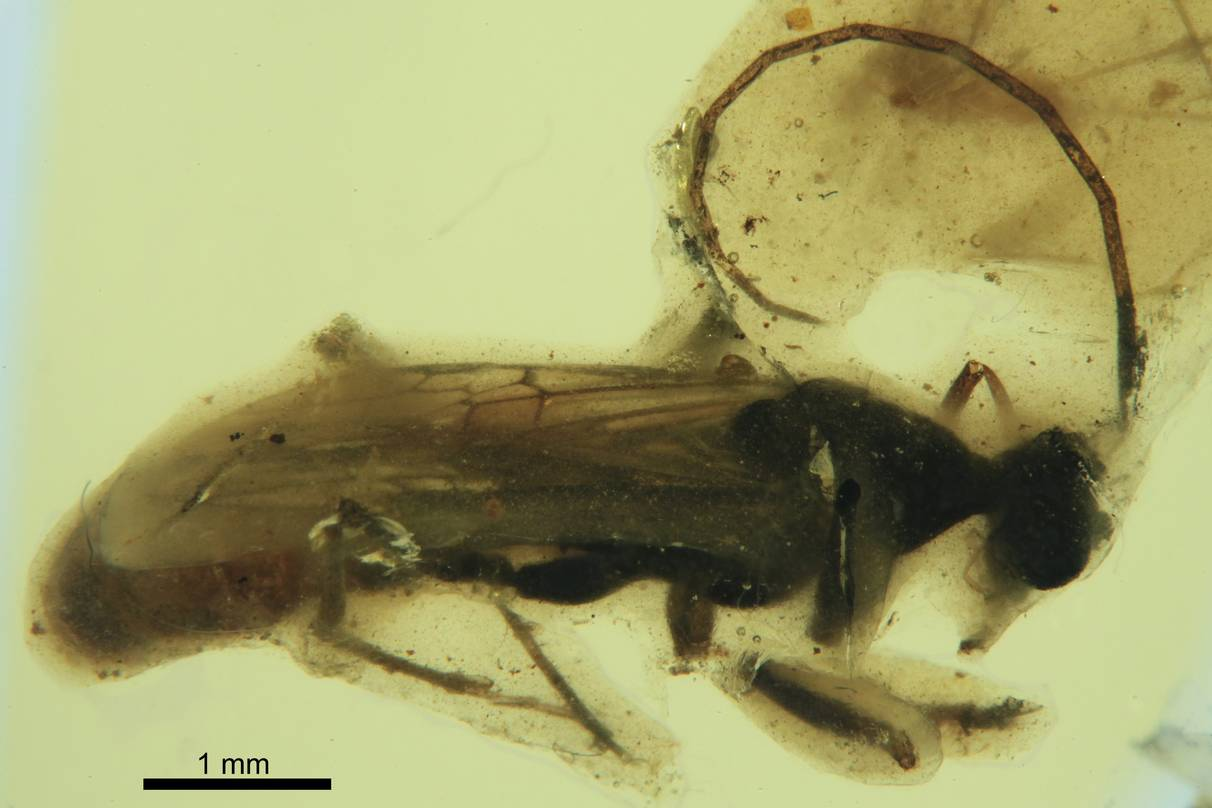
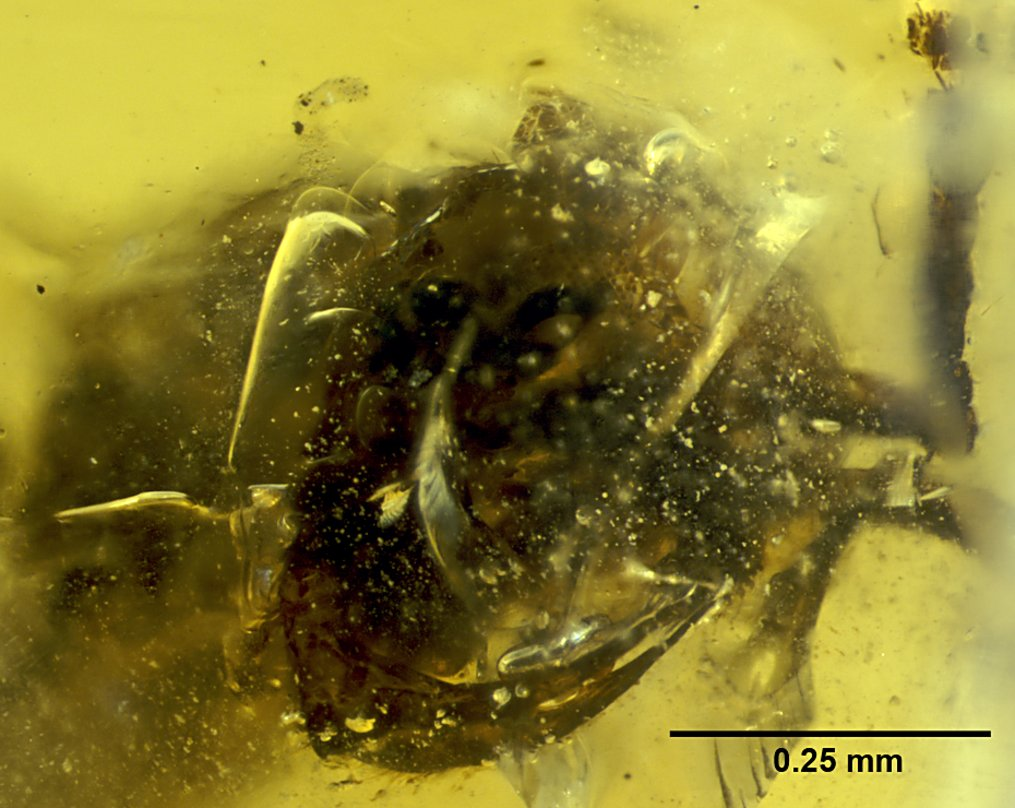
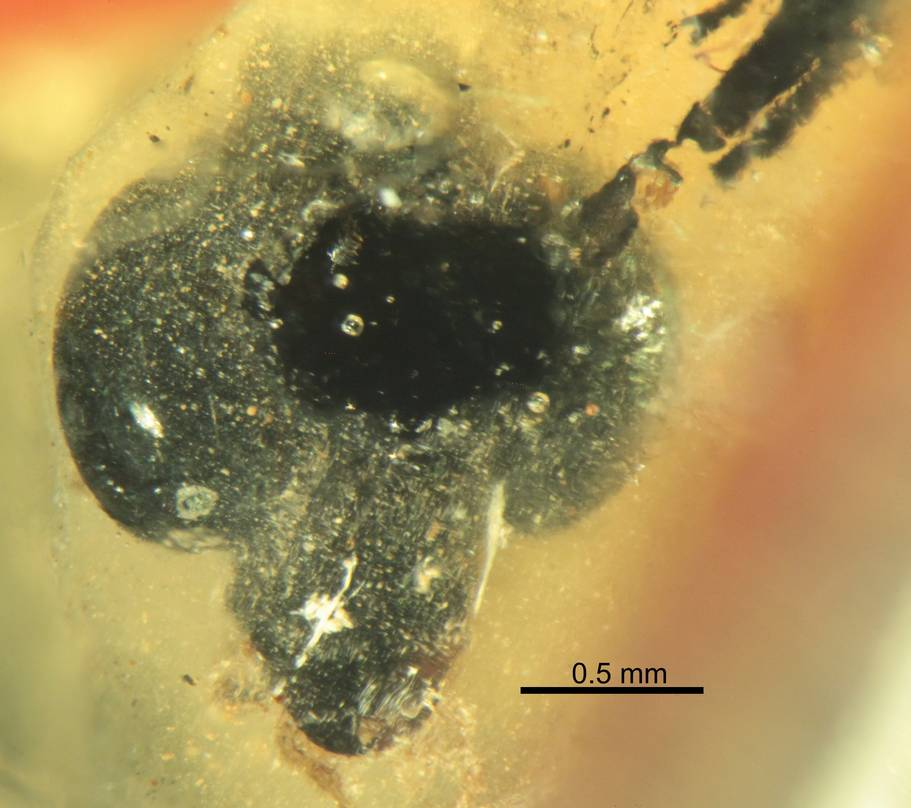
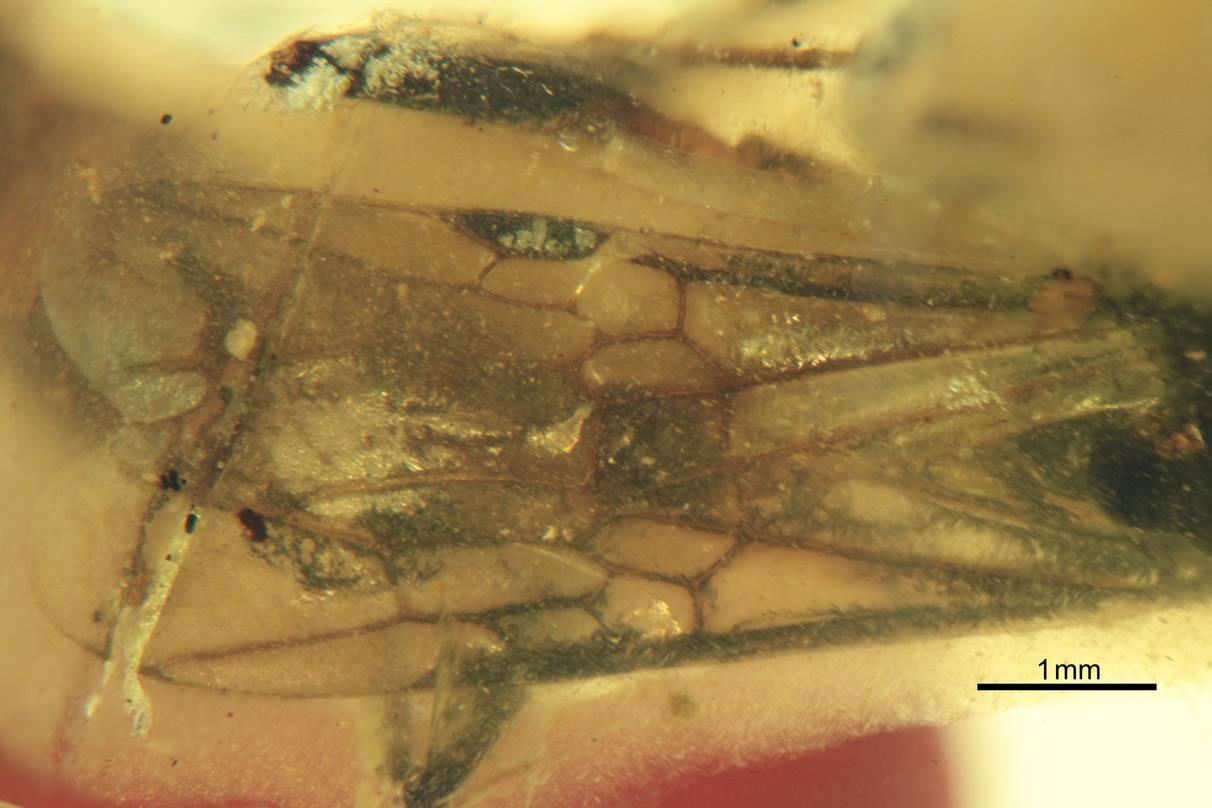

## Exemples d'espèces découvertes dans l'ambre des Charentes

### Faune
Archaemecys arcantiensis, Heurtaultia rossiorum, Gerontoformica cretacica...

## Recherche archéologique
La question se pose pour les archéologues de savoir si les hommes de la Préhistoire ont utilisé l'ambre local charentais comme alternative à l'ambre de la Baltique, ainsi que cela a pu être observé en Espagne ; cependant l'analyse de perles protohistoriques découvertes en Charente montre quelles ne proviennent pas du gisement voisin mais qu'elles ont été importées des rivages de la Baltique.